# Vĕstnik Tiflisskago Botaniceskago Sada
Vĕstnik Tiflisskago Botaniceskago Sada o Moniteur du Jardin Botanique de Tiflis (abreviado Vĕstn. Tiflissk. Bot. Sada) fue una revista con ilustraciones y descripciones botánicas que fue publicada en Tiflis, vol. 1-51 desde 1905 hasta 1921; con una nueva verie n.s. vols. 1-5, 1922/23-28/30.